# Ronda de Sant Antoni
La Ronda de Sant Antoni és una via de 30 metres d'amplada que forma part de les antigues Rondes de Barcelona que separen la Ciutat Vella de l'Eixample. Està situada entre la Ronda de Sant Pau i la plaça de la Universitat.

## Història
La ronda deu el seu nom a l'antic portal de la muralla situat al costat del convent de Sant Antoni.